# Zwarte bergvink
De zwarte bergvink (Leucosticte atrata) is een zangvogel uit de familie Fringillidae (vinkachtigen). Het is sinds 2018 een bedreigde, endemische vogelsoort in Noord-Amerika.

## Kenmerken
De vogel is 14 tot 16 cm lang, een middelgrote, ietwat plompe vinkachtige. Het mannetje heeft een donkerbruine of zwarte rug, nek en kop. De achterkant van de kruin en de veren rondom het oog zijn zilverkleurig grijs. De veren op de buik, stuit en staart en de vleugelveren hebben rozekleurige randen. Het vrouwtje is doffer gekleurd met minder roze en minder uitgesproken zwart. 

## Verspreiding en leefgebied
Deze soort komt voor van de bergen van Idaho en Montana tot Nevada en Utah en overwintert in Arizona. Het leefgebied bestaat uit toendra-achtige landschappen boven de boomgrens op 2600 tot 3600 meter boven zeeniveau.

## Status
De grootte van de populatie werd in 2018 door BirdLife International geschat op tien- tot twintigduizend volwassen individuen. De laatste decennia nemen de populatie-aantallen in hoog tempo af door habitatverlies. Door klimaatverandering rukt het bos op en verdwijnt het toendra-achtige landschap in de bergen. Om deze redenen staat deze soort sinds 2018 als bedreigd op de Rode Lijst van de IUCN, terwijl in 2016 de status nog niet bedreigd was.